# Unterschächen
Unterschächen é uma comuna da Suíça, no Cantão Uri, com cerca de 748 habitantes. Estende-se por uma área de 80,22 km², de densidade populacional de 9 hab/km². Confina com as seguintes comunas: Bürglen, Muotathal (SZ), Schattdorf, Silenen, Spiringen.
A língua oficial nesta comuna é o Alemão.